# Saint-Ybard
Saint-Ybard – miejscowość i gmina we Francji, w regionie Nowa Akwitania, w departamencie Corrèze.
Według danych na rok 1990 gminę zamieszkiwało 591 osób, a gęstość zaludnienia wynosiła 20 osób/km² (wśród 747 gmin Limousin Saint-Ybard plasuje się na 219. miejscu pod względem liczby ludności, natomiast pod względem powierzchni na miejscu 174.).